# Крульова-Воля (Вармінсько-Мазурське воєводство)
Крульова-Воля (пол. Królowa Wola, нім. Königswalde) — село в Польщі, у гміні Старі Юхи Елцького повіту Вармінсько-Мазурського воєводства.
Населення — 94 особи (2011).
У 1975-1998 роках село належало до Сувальського воєводства.

## Демографія
Демографічна структура станом на 31 березня 2011 року:
|          | Загалом | Допрацездатний вік | Працездатний вік | Постпрацездатний вік |
| -------- | ------- | ------------------ | ---------------- | -------------------- |
| Чоловіки | 54      | 10                 | 39               | 5                    |
| Жінки    | 40      | 4                  | 24               | 12                   |
| Разом    | 94      | 14                 | 63               | 17                   |